# Eiko Jürgens
Eiko Jürgens (* 30. Mai 1949 in Aurich, Ostfriesland) ist ein deutscher Schulpädagoge. Seine Arbeitsschwerpunkte liegen im Bereich der Pädagogischen Diagnostik, der Schul- und Unterrichtsforschung, der Schultheorie und Allgemeinen Didaktik.

## Leben
Jürgens studierte an der Pädagogischen Hochschule Oldenburg und der Universität Oldenburg. Sein Studium schloss Jürgens ab mit dem 1. Staatsexamen für Grund- und Hauptschulen sowie als Diplompädagoge mit dem Schwerpunkt Schulpädagogik und der Zusatzausbildung Erwachsenenpädagogik. 1982 promovierte er an der Universität Oldenburg, 1988 habilitierte er sich an der Universität Bremen. Von 1991 bis 1994 war er Professor an der Universität zu Köln für Allgemeine Didaktik und Schulpädagogik, 1994 wurde er Professor  für Schulpädagogik an der Universität Bielefeld.

## Pädagogischer Leistungsbegriff der Schule
Jürgens setzt sich für einen pädagogischen Leistungsbegriff in der Schule ein. Dieser ist zwar gekennzeichnet durch eine Vorbereitung der Schüler auf die Leistungsgesellschaft, unterscheidet sich jedoch wesentlich vom gesellschaftlich meist ökonomisch geprägten Leistungsprinzip. Jürgens’ pädagogischer Leistungsbegriff orientiert sich maßgeblich an folgenden Leitgedanken (vgl. Jürgens, 2005):
- Leistung ist norm- und zweckbezogen
  - Vorhandensein von konkreten Normen ist unerlässliche Bedingung, um entscheiden zu können, ob ein Verhalten oder Handlungsergebnis als Leistung honoriert wird oder nicht.
  - Es muss geklärt werden, was geleistet werden soll, warum und wofür.
  - Normierte Leistungsziele geben wenig Raum für Eigenaktivität, Selbständigkeit und Kreativität. Selbstbestimmung der Leistungsziele bedeutet, dass den Schülern die Chance gegeben wird, das Was und Wie einer möglichen Leistung in Entscheidungsprozessen eigenständig mitzubestimmen.

- Leistung ist anlage- und umweltbedingt
  - Gesellschaftsbedingte Umweltfaktoren haben maßgeblichen Einfluss auf Schulleistungen.
  - Schule kann für die von ihr gestellten Lern- und Leistungsforderungen nicht die adäquate Begabung voraussetzen, sondern muss schulisches Lernen so organisieren, dass Begabungen entwickelt werden können.
  - Manifeste als auch latente Begabungen der Schüler herausfordern
- Leistung ist produkt- und prozessorientiert
  - Lernergebnis ↔ Prozess der Aneignung: Leistungen müssen gemessen und bewertet werden, indem man feststellt, welches Wissen jeweils verfügbar ist und welche Fähigkeiten erworben sind
  - Schüler bringen nicht nur Leistungen, wenn der Zuwachs an Wissen, Fertigkeiten, Fähigkeiten und Kenntnissen in Klassenarbeiten und Tests überprüft werden, sondern auch während der Auseinandersetzung mit dem Lerngegenstand.
  - Die Bedingungen und Vorgänge des Zustandekommens schulischer Leistungen müssen mitberücksichtigt werden.
- Leistung ist individuelles und soziales Lernen
  - Erziehung zur Lern- und Leistungsbereitschaft: Nachweis von Wissen und Können ↔ Erlernen der Fähigkeit, Wissen und Können selbständig und eigenverantwortlich in sozialen, emotionalen und kognitiven Handlungs- und Lernvollzügen anzuwenden
  - Lernbedürfnis individualisieren: Leistungsforderungen an individuelle Lernmöglichkeiten anpassen
  - Pädagogischer Leistungsbegriff muss sich auf das Spannungsfeld von individueller Leistung und gemeinsamer, in Kooperation mit anderen erbrachter Leistung einstellen
  - Sozialformen wie Partner- und Gruppenarbeit; schülerorientierte Unterrichtsverfahren wie Freiarbeit, Wochenplanunterricht, Projektunterricht
- Leistung ist problemmotiviertes und vielfältiges Lernen
  - Unterricht räumt die Möglichkeit zur Erbringung rezeptiver, reproduktiver Leistungen ein, vernachlässigt aber Leistungen wie Kreativität, Produktivität, Konfliktlösefähigkeit, Kooperation,…
  - Bildung muss Lebenswelt und Handeln berücksichtigen, die Eigenständigkeit der Schüler stärken
  - „Verknüpfung von Kopf- und Handarbeit“: nicht ausschließlich auf die Vermittlung und Weitergabe historischer Erfahrungen in einem abstrakten, verbal-kognitiv dominierten Unterricht beschränken, sondern Lernumwelten gestalten, die ein selbständiges, Initiative und Eigenaktivität förderndes Erfahrungen-Machen ermöglicht und herausfordert

## Publikationen
- Zeugnisse ohne Noten: Ein Weg zur differenzierten Leistungserziehung. Westermann. Braunschweig 1999, ISBN 3-14-162033-4.
- Leistung und Beurteilung in der Schule. 7. Auflage. Academia Verlag, Sankt Augustin 2010, ISBN 3-89665-361-X (Eine Einführung in Leistungs- und Bewertungsfragen aus pädagogischer Sicht).

- mit Werner Sacher: Leistungserziehung und Pädagogische Diagnostik in der Schule - Grundlagen und Anregungen für die Praxis. Kohlhammer, Stuttgart 2008, ISBN 978-3-17-020147-7.

- mit Marius Diekmann: Wirksamkeit und Nachhaltigkeit von Nachhilfeunterricht: Dargestellt am Beispiel des Studienkreises. Peter Lang, Frankfurt am Main u. a. 2007, ISBN 978-3-631-56765-4.
- mit Susanne Miller (Hrsg.): Ungleichheit in der Gesellschaft und Ungleichheit in der Schule. Eine interdisziplinäre Sicht auf Inklusions- und Exlusionsprozesse. Beltz, Weinheim und Basel 2013, ISBN 978-3-7799-2806-5.
- mit Jutta Standop: Unterricht planen, gestalten und evaluieren. Klinkhardt (UTB), Bad Heilbrunn 2015, ISBN 978-3-8252-4336-4.